# Співний корнет

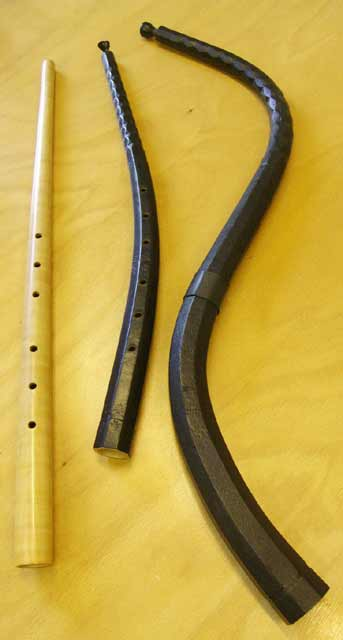
Три різні корнети: співний, гнутий корнет і тенорний корнет (зліва направо)

Співний корнет або тихий корнет (цинк) був важливим різновидом високого корнета і використовувався в композиціях європейських композиторів у XVI, XVII та XVIII століттях. Значна кількість співних корнетів збереглася і знаходиться в різних європейських музеях. Сучасні майстри корнетів виготовляють співні корнети, а кількість записів музики за участю цього інструмента зросла в останні роки.

## Конструкція

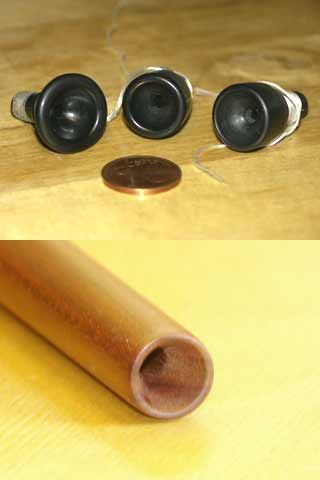
Знімні мундштуки звичайного корнета та вбудований мундштук німого корнета

На відміну від звичайного гнутого корнета, корнеттіно та лізарда, співний корнет виготовляється з цільного шматка дерева, який обробляється на токарному верстаті, свердлиться та отримує отвори для пальців. Нероз’ємний мундштук  утворює гладку чашоподібну форму у верхній частині. Поперечний переріз мундштука показує, що його структура подібна до мундштука валторни. Це усуває незначний мідний відтінок звучання звичайного корнета та надає інструменту характерного тембру. На відміну від інших видів корнета, співні корнети не обтягували шкірою.

## Історія
Як і всі корнети, співний корнет походить від середньовічного рогу корови з отворами для пальців. Він набув популярності у XVI столітті, хоча безперечно існував уже в XV столітті. У списках інструментів, що використовувалися у музичних виступах, зокрема у флорентійських Intermedii, іноді згадується співний корнет. Лассо диригував виконанням інструментальної та вокальної музики в Мюнхені, і в описах цих концертів також зазначається використання співних корнетів. На картині, що зображує Лассо, який керує музикантами та співаками, можна побачити як звичайний корнет, так і співний корнет. Виробництво співних корнетів було налагоджене у Венеції в XVI столітті, і ці інструменти, схоже, експортувалися до різних міст Європи.
Співний корнет був популярним в Італії близько 1600 року, хоча композитори рідко згадували його окремо у своїх творах. У Північній Європі позначення інструментів було більш точним, і німий корнет зазначали композитори XVII століття, такі як Генріх Шютц, Міхаель Преторіус та Йоганн Генріх Шмельцер. На початку XVIII століття співний корнет, здається, ставав дедалі рідкіснішим, проте Йоганн Йозеф Фукс у 1720 році написав Реквієм, у якому передбачив використання двох співних корнетів.

## Теситура
Співні корнети зазвичай будувалися в строях A або G, так само як і високі корнети. (Високий корнет у A означає, що найнижча нота, яка звучить при закритих усіх отворах і при грі на фундаментальному тоні, — це A нижче середнього C.) Більшість музики для співного корнета, схоже, була записана в ключах C1, C2 або C3 (сопрано, мецо-сопрано або альт) і мала дещо нижчу теситуру, ніж звичайний високий корнет. Однак співний корнет є повноцінним сопрановим інструментом, і однією з його основних функцій було гра colla parte разом із сопрановими голосами у вокальних хорах.

## Лад
Як і всі інструменти родини корнетів, співні корнети зазвичай налаштовувалися приблизно на A = 466 Гц, що відповідало так званому Chor-ton або Kornett-ton. Це було приблизно на тон вище за загальноприйнятий стрій інших струнних і духових інструментів XVII–XVIII століть.

## Тембр
Міхаель Преторіус описував звучання співного корнета як "Still und lieblich" (тихе й милозвучне), і сучасні професійні виконавці цілком підтвердили ці якості. Звук співного корнета більш схожий на флейтовий, ніж на звичайний корнет, і значно менш різкий. Динаміка piano у цього інструмента дуже тиха, тому він може використовуватися в ансамблях м'яких інструментів, таких як блокфлейти, поперечні флейти, віоли та лютні. У своїй збірці "Polyhymnia caduceatrix et panegyrica" (1619) Преторіус зазначив використання трьох співних корнетів у "Choir I" мотету "Erhalt uns Herr bei deinen Wort", однак також запропонував можливість їх заміни на поперечні флейти ("Fiffari").

## Варіанти
Збереглися два зразки співного корнеттіно, проте, схоже, такі інструменти були надзвичайно рідкісними.

## Номенклатура
Співний корнет відомий під назвами cornetto muto або cornetto sordino італійською, stiller Zink німецькою та cornet muet або cornet sourdine французькою. 
Гнат Хоткевич згадує його під назвами "співний корнет" та "тихий цинк" (cornetto muto, cornetto mutuum).

## Подальше читання
- Звукозаписи cornetto muto s
- Каталог музики для Cornett – Брюс Дікі та Майкл Коллвер, Indiana University Press,ISBN 0-253-20974-9
- Basler Jahrbuch für Historische Musikpraxis: Das Zink Buch (1981) Бернхарда Пеулера
- Хоткевич Г. Музичні інструменти українського народу. Др. редакція. — Харків: Видавець Олександр Савчук, 2018. — С. 386